# 霍特豪斯 (喬治亞州)
霍特豪斯（英語：Hothouse）是位於美國喬治亞州范寧縣的一個非建制地區。該地的面積和人口皆未知。

## 地理
霍特豪斯的座標為34°56′04″N 84°18′14″W / 34.93444°N 84.30389°W，而該地的平均海拔高度為530米（即1739英尺）。